# Efeitos do furacão Dennis no Mississippi
Os efeitos do furacão Dennis no Mississippi foram na maior parte menores e incluem uma fatalidade indireta. Em 29 de Junho de 2005, uma onda tropical deixou a costa ocidental da África e se começou a se organizar gradualmente em 2 de Julho, formando uma grande área de baixa pressão. O sistema continuou a se desenvolver e se tornou uma depressão tropical em 4 de Julho, Seguindo para oeste, a depressão se tornou uma tempestade tropical em 5 de Julho, e um furacão dois dias depois. Dennis intensificou-se rapidamente, atingindo a intensidade de um furacão de categoria 4 na escala de furacões de Saffir-Simpson antes de fazer landfall na costa de Cuba. O furacão se enfraqueceu para um furacão de categoria 1 antes de seguir para o golfo do México, voltando a se intensificar para um furacão de categoria 4. Dennis fez landfall na costa do panhandle da Flórida como um furacão de categoria 3 em 10 de Julho e, então, seguiu sobre o sudeste do Alabama e adentrou Mississippi como uma depressão tropical.
Dennis afetou apenas de forma leve o estado, causando precipitação acumulada de 25 a 125 mm, além de causar rajadas de ventos, cujo pico foi de 95 km/h, causando a quebra ou a queda de centenas de árvores, além de danificar 21 residências e comércios. Mais de 40 construções foram inundadas, forçando mais de 200 pessoas a deixar as suas residências. Uma morte indireta ocorreu de um acidente de trânsito no condado de Jasper devido às rodovias molhadas. Durante a passagem da tempestade, mais de 24.000 famílias ficaram sem o fornecimento de eletricidade. Ao todo, Dennis causou 2,4 milhões de dólares no estado.

## Preparativos

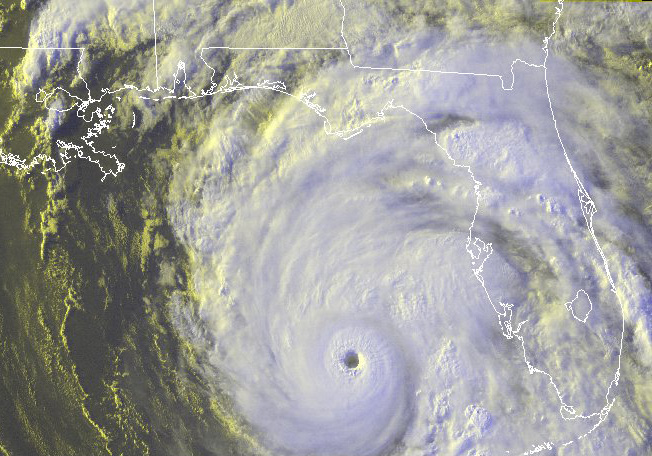
O furacão Dennis intensificando-se sobre o golfo do México

Às 21:00 (UTC) de 8 de Julho, um alerta de furacão foi posto em vigor para as áreas costeiras entre as fozes dos rios Steinhatchee, na Flórida, e do Pearl, na divisa dos estados da Luisiana e do Mississippi. Às 09:00 (UTC) do dia seguinte, o alerta de furacão foi substituído por um aviso de furacão. O aviso de furacão foi diminuído para um aviso de tempestade tropical assim que Dennis atingiu a costa do panhandle da Flórida e às 03:00 (UTC) de 10 de Julho, todos os alertas e avisos de ciclone tropical foram descontinuados.
Como preparativo para a chegada do furacão Dennis, cerca de 190.000 pessoas foram ordenadas a sair de suas residências, embora muitos tenham optado por não obedecer.  O condado de Jackson declarou evacuação obrigatória de seus residentes, enquanto que o condado de Hancock declarou evacuação voluntária. O governador do Mississippi, Haley Barbour, declarou estado de emergência, e 600 soldados da Guarda Nacional dos Estados Unidos ficaram em estado de atenção. O condado de Harrison declarou evacuação obrigatória para os residentes das áreas baixas e de várzea, além de ordenar o fechamento temporário de todos os cassinos. Além disso, a Cruz Vermelha proveu 60 cantinas-móveis capazes de servir 30.000 refeições diárias nas cidades de Hattiesburg e Jackson. 32 policiais rodoviários foram deslocados para Hattiesburg para auxiliar o controle do tráfego perto da interseção da Interstate 59 com a U.S. Route 49. Além disso, foi aberto um espaço especial para a guarda de cavalos pertencente aos evacuados, que não tinham onde deixar os animais.

## Impactos e após a tempestade
No Mississippi, os danos não foram tão severos como previstos anteriormente. Assim que Dennis atingiu o estado, uma maré de tempestade de 0,6 a 1,2 m acima do normal foi relatada. As chuvas causadas pelo furacão variaram de 25 a 125 mm, e a pressão mínima relatada foi de 994,2 mbar em Pascagoula. As rajadas de vento chegaram a 95 km/h, causando a quebra ou a queda de centenas de árvores, danificando 21 residências e comércios.
Em Southaven, 40 residências foram inundadas, deixando mais de 200 pessoas desabrigadas. Uma igreja em construção no condado de Calhoun foi danificada, e uma sinalização luminosa de trânsito no condado de Lee foi destruída. Além disso, a queda de uma árvore danificou uma residência no condado de Itawamba. Uma fatalidade indireta ocorreu no condado de Jasper devido a um acidente de trânsito causado pela rodovia molhada. Cerca de 24.000 famílias ficaram sem o fornecimento de eletricidade durante a passagem da tempestade. Após a tempestade, ocorreram vários incêndios devido à queda de linhas de alta tensão. Ao todo, o furacão Dennis provocou mais de 2,6 milhões de dólares (valores em 2005) em prejuízos econômicos.
Embora os impactos fossem pequenos, o presidente dos Estados Unidos, George W. Bush, declarou inicialmente 38 condados do Mississippi como áreas federais de desastre, tornado possível para os condados nesta situação a receberem assistência da Federal Emergency Management Agency (FEMA). Na cidade de Meridian, mais de 300 pessoas procuraram locais para se abrigar. Mais de 885 pessoas ficaram em abrigos temporários no condado de Jackson, e outras 1.000 precisaram de abrigo no condado vizinho de Harrison. Em 15 de Julho, outros três condados tiveram permissão para receber assistência federal, elevando para 41 o número de condados declarados como área federal de desastre.